# Abri de la Fuente del Cabrerizo
L'abri de la Source du Chevrier (en espagnol, abrigo de la Fuente del Cabrerizo) est un abri sous roche situé dans la commune d'Albarracín (comarque de la Sierra de Albarracín), dans la province de Teruel, en Aragon, en Espagne,.
Cet abri sous roche, qui abrite des peintures et gravures rupestres appartenant au style de l'art schématique ibère, fait partie de l'ensemble dénommé Art rupestre du bassin méditerranéen de la péninsule Ibérique, inscrit au Patrimoine mondial par l'Unesco en 1998 (sous la référence 874-...). Il est protégé comme Bien d'Intérêt Culturel depuis 1996 (cote RI-51-0009469).

## Situation
L'abri de la Source du Chevrier se trouve dans la Sierra d'Albarracín. Il est proche de l'abri de Lázaro, dans le paysage protégé des Pinares de Rodeno du parc culturel d'Albarracín.

## Description
L'abri contient deux figures gravées : un cheval et un cerf.

## Galerie

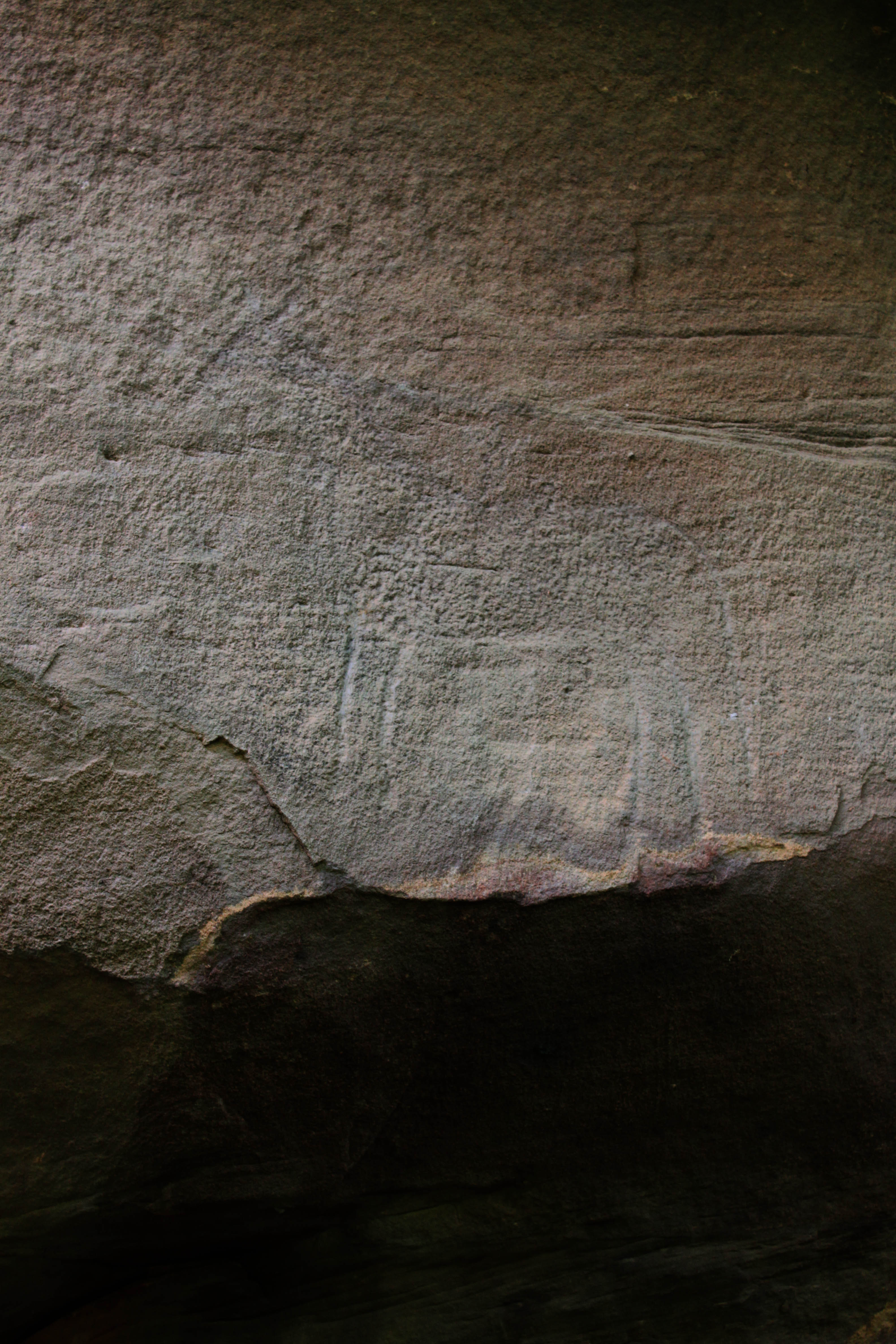
Figure gravée
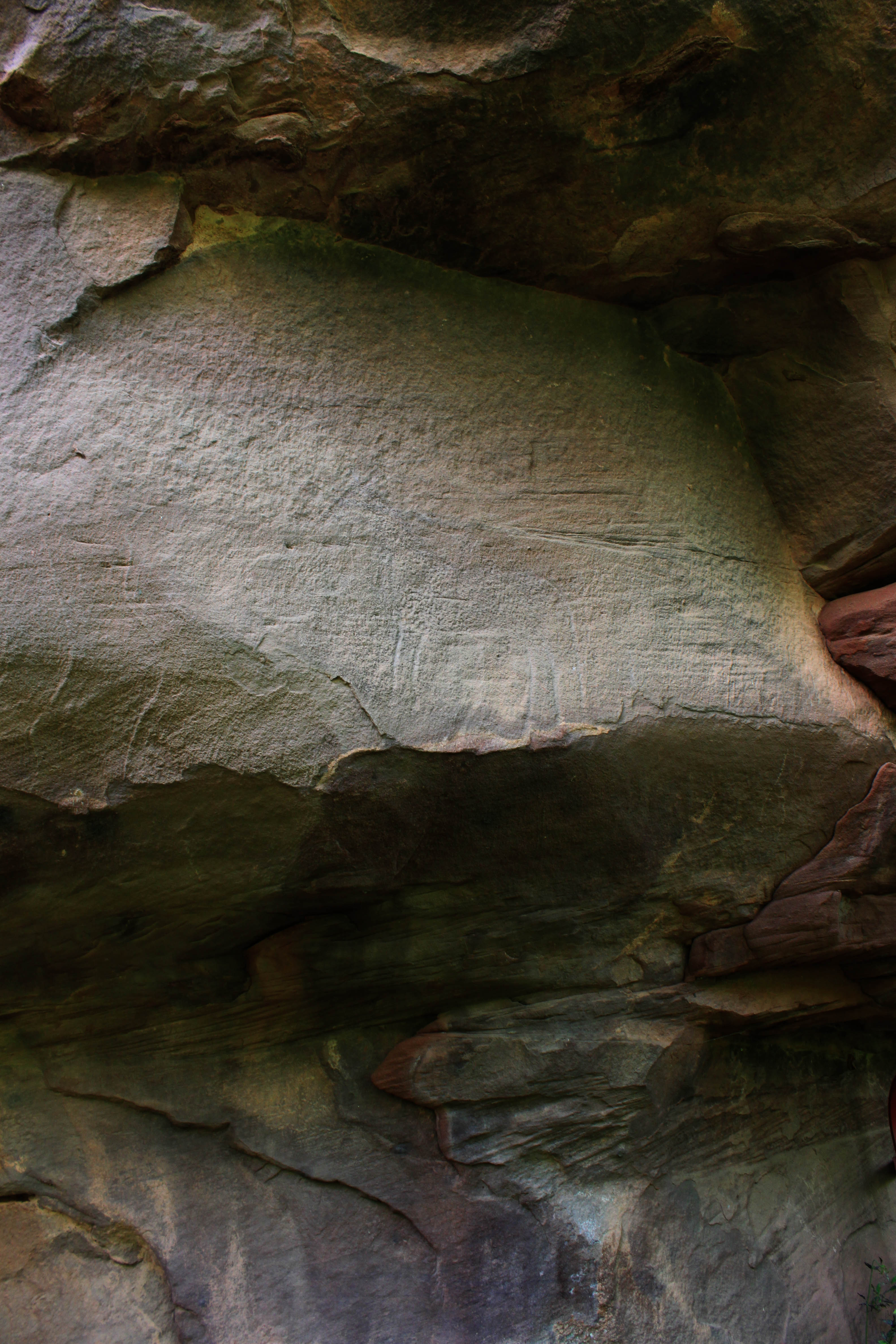
Figure gravée